# Jasmine Trinca
Jasmine Trinca, född 24 april 1981 i Rom, är en italiensk skådespelare.
Trinca har bland annat medverkat i filmerna Profeti och Maria Montessori där hon spelade titelkaraktären. Hon har även medverkat i TV-serien Supersex.

## Filmografi (i urval)
- 2001 – Ett rum i våra hjärtan
- 2006 – Kajmanen - B-filmarens revansch
- 2023 – Profeti
- 2023 – Maria Montessori
- 2024 – Supersex (TV-serie)
- 2024 – La Storia – ett krigsöde (TV-serie)